# Google Hummingbird

Logo Google Hummingbird

Hummingbird là tên mã được đặt cho một thay đổi thuật toán quan trọng trong Tìm kiếm của Google vào năm 2013. Tên của nó được lấy từ tốc độ và độ chính xác của chim ruồi. Thay đổi được công bố vào ngày 26 tháng 9 năm 2013, đã được sử dụng được một tháng. "Hummingbird" tập trung nhiều hơn vào các truy vấn ngôn ngữ tự nhiên, xem xét ngữ cảnh và ý nghĩa đối với các từ khóa riêng lẻ. Nó cũng xem xét sâu hơn nội dung trên các trang riêng lẻ của một trang web, với khả năng cải thiện để dẫn người dùng trực tiếp đến trang phù hợp nhất thay vì chỉ trang chủ của trang web.
Việc nâng cấp đánh dấu sự thay đổi đáng kể nhất đối với tìm kiếm của Google trong nhiều năm qua, với nhiều tương tác tìm kiếm "con người" hơn và tập trung nhiều hơn vào trò chuyện và ý nghĩa. Do đó, các nhà phát triển và người viết trên web đã được khuyến khích tối ưu hóa trang web của họ bằng văn bản tự nhiên thay vì từ khóa bắt buộc và sử dụng hiệu quả phát triển web kỹ thuật để điều hướng tại chỗ.

## Lịch sử
Google đã công bố "Hummingbird", một thuật toán tìm kiếm mới, tại một sự kiện báo chí tháng 9 năm 2013, mặc dù công ty đã sử dụng thuật toán này khoảng một tháng trước khi công bố.

## Tính năng
Bản cập nhật "Hummingbird" là bản cập nhật lớn đầu tiên cho thuật toán tìm kiếm của Google kể từ bản nâng cấp kiến trúc tìm kiếm "Caffeine" năm 2010, nhưng ngay cả điều đó bị hạn chế chủ yếu là cải thiện việc lập chỉ mục thông tin thay vì sắp xếp thông tin. Amit Singhal, giám đốc tìm kiếm lúc đó của Google, nói với Search Engine Land rằng "Hummingbird" là sự thay đổi mạnh mẽ nhất của thuật toán kể từ năm 2001, khi anh mới gia nhập Google. Không giống như các thuật toán tìm kiếm trước đây, sẽ tập trung vào từng từ riêng lẻ trong truy vấn tìm kiếm, "Hummingbird" xem xét ngữ cảnh của các từ khác nhau với mục tiêu các trang phù hợp với nghĩa tốt hơn là các trang phù hợp chỉ một vài từ  Tên này bắt nguồn từ tốc độ và độ chính xác của động vật chim ruồi.
"Hummingbird" nhằm mục đích làm cho các tương tác trở nên giống người hơn, theo nghĩa là công cụ tìm kiếm có khả năng hiểu các khái niệm và mối quan hệ giữa các từ khóa. Nó nhấn mạnh hơn vào nội dung trang, làm cho kết quả tìm kiếm phù hợp hơn và xem xét thẩm quyền của trang và trong một số trường hợp, tác giả trang, để xác định tầm quan trọng của trang web. Nó sử dụng thông tin này để dẫn người dùng tốt hơn đến một trang cụ thể trên trang web thay vì trang chủ trang web tiêu chuẩn.